# Красный Путь (Омская область)
Красный Путь — деревня в Саргатском районе Омской области России. Входит в состав Андреевского сельского поселения.
Население 291 чел. (2010). Место компактного проживания российских немцев .

## История
В соответствии с Законом Омской области от 30 июля 2004 года № 548-ОЗ «О границах и статусе муниципальных образований Омской области» деревня вошла в состав образованного Андреевского сельского поселения.

## География
Расположен в центре региона, на р. Саргатка.

## Население
| 2010 |
| ---- |
| 291  |

Гендерный состав
По данным Всероссийской переписи населения 2010 года в гендерной структуре населения из 291 человек мужчин — 141, женщин — 150 (48,5 и	51,5 % соответственно).
Национальный состав
Согласно результатам переписи 2002 года, в национальной структуре населения русские составляли 61 %, немцы	38 % от общей численности населения в 319 чел.

## Инфраструктура
Развитое сельское хозяйство.

## Транспорт
стоит на автодороге «Омск — Тара» (идентификационный номер 52 ОП РЗ К-4).